# Кужміру-Мік
Кужміру-Мік (рум. Cujmiru Mic) — село у повіті Мехедінць в Румунії. Входить до складу комуни Кужмір.
Село розташоване на відстані 253 км на захід від Бухареста, 53 км на південний схід від Дробета-Турну-Северина, 72 км на захід від Крайови.

## Населення
За даними перепису населення 2002 року у селі проживали 524 особи, усі — румуни. Усі жителі села рідною мовою назвали румунську.